# ミスタードラゴンズ
- ミスター・ドラゴンズ[1][2][3]
- Mr. ドラゴンズ[4]

ミスタードラゴンズは、日本プロ野球（NPB）・セントラル・リーグ（セ・リーグ）の球団、中日ドラゴンズの中心選手に与えられる称号である。
ファンの間ではそれぞれ異なる時代に活躍した西沢道夫・高木守道・立浪和義の3人が「ミスタードラゴンズ」として言及される場合が多い。

## 概要
阪神タイガース（大阪タイガース）の中心選手にファンが与える称号として1940年代後半から「ミスタータイガース」が知られていたが、2006年ごろには中日球団の親会社・中日新聞社が発行する『中日新聞』で立浪が「ミスタードラゴンズ」と呼ばれるようになり、2009年に立浪が引退した際からは中日球団も公式にこの称号を使用するようになった。その後、2016年に『中日新聞』が選出した「歴代ベストナイン」では立浪に加えて西沢・高木がそれぞれ「ミスタードラゴンズ」と呼称されており、2019年時点で3人全員が野球殿堂入り（競技者表彰）を果たしている。
また『中日スポーツ』など各新聞媒体でもこの称号名が使用されている。

## ミスタードラゴンズと呼ばれる選手

### 初代・西沢道夫

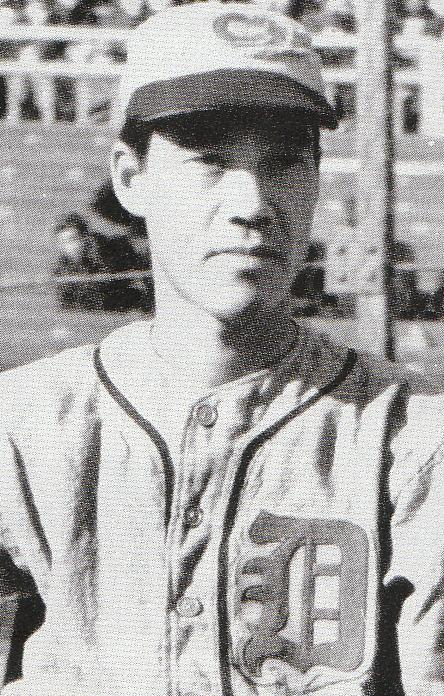
西沢道夫（1949年）

「初代ミスタードラゴンズ」とうたわれる西沢道夫は、戦前の投手時代は長身から投げ下ろす快速球を武器に活躍し、戦後の打者転向後は細身のバットと華麗な打撃フォームで強打者として活躍し人気を集めた。
戦前に投手として14歳でプロ入りし（野球殿堂博物館の記録より）、養成選手としてプロ入りしてから2年目の1937年9月5日に中日球団の前身・名古屋軍の選手として初の公式戦試合出場を果たした。この時の年齢（満年齢16歳4日）は日本プロ野球史上最年少記録となっている。1リーグ時代の1940年にはシーズン20勝を挙げたほか、1942年5月24日には後楽園球場にて開催された対大洋戦でプロ野球史上最長となる延長28回完投（311球）を達成した。さらに同年7月18日には対阪急戦（後楽園球場）にてプロ野球史上9人目（14番目）のノーヒットノーランを達成したが、1943年には太平洋戦争の戦局悪化により日本軍に応召され、戦前から悩まされていた右肘痛に加えて兵役に従事したことで利き手の右肩を痛めてしまい、打者転向を余儀なくされたが、結果的にこの打者転向が「長打の西沢」として名を残すきっかけとなった。
終戦後に日本へ引き揚げてからは「名古屋軍」から改称した中部日本軍でプレーしていたが、1946年シーズン途中にはゴールドスターへ内野手として移籍し、1949年には天知俊一監督に誘われる形で中日ドラゴンズへ復帰した。中日復帰1年目の1949年には37本塁打を放ち脚光を浴びると、翌1950年には日本記録となるシーズン満塁本塁打5本を含め自己最高の46本塁打を記録したほか、1952年には打率.353・98打点で首位打者・打点王を獲得して二冠王に輝き、1954年には主軸打者として球団初のリーグ優勝・日本一に貢献した。
1955年オフには失踪騒動を起こすなどナイーブな一面もあったが、年間20勝・40本塁打をそれぞれ1人で達成した選手は西沢が日本プロ野球史上唯一である。（二刀流の大谷翔平とは異なり、投手・打者の同時進行ではない。）
引退後は野球評論家・ラジオ解説者など経て打撃コーチとして中日に復帰し、監督代行・監督（1964年6月8日 - 1967年）も務めたが、1970年に脳血栓で倒れて以降は長い闘病生活を送っていた。1977年には野球殿堂入りを果たしたが、同年12月18日に56歳で死去した。なお現役時代の1948年 - 1958年およびコーチ・監督時代の1963年 - 1966年に着用した背番号15は中日球団の永久欠番に指定されている。

### 2代目・高木守道

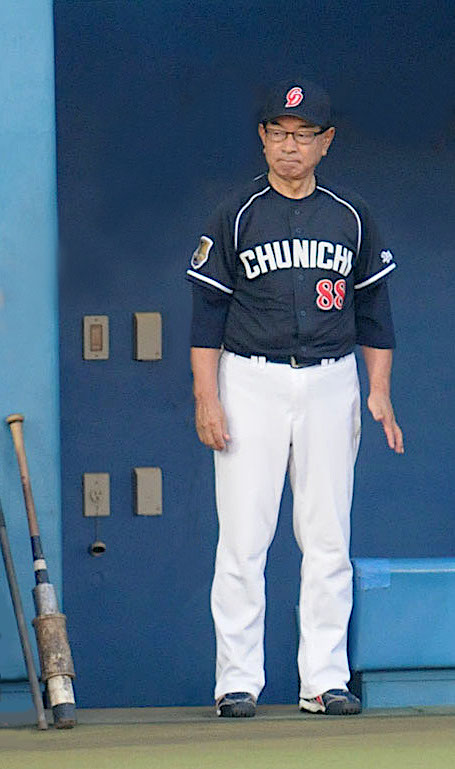
高木守道（2012年、第二次監督時代）

西沢に次ぐ「2代目ミスタードラゴンズ」とされる高木守道は、走攻守の三拍子揃った「球史最高の二塁手（セカンド）」と評される名選手である。
県岐阜商高校1年生時代には長嶋茂雄（当時は立教大学4年生、後に巨人入り）が指導に訪れた際に長嶋から「5年後だったら日本一の内野手になれる」と絶賛された。3年生の時には春のセンバツで準優勝を果たし、卒業後は早稲田大学進学が内定していたが、急遽オファーを受けて1960年に中日へ入団した。プロ1年目の同年5月には代走で公式戦初出場を果たすと二塁への盗塁を決め、その後初打席で初本塁打を記録した。
決して大柄ではなかったが、守備では堅実さに加えて見る者を魅了する華やかなプレーを見せ、打撃も確実性・一発長打を兼ね備えていたほか、走塁では投手の癖を見抜き、卓越したスライディング技術で出塁すると次の塁を狙った。また時折しか見せることはなかったが「捕球と同時にボールを持ち換え、重心移動と強い手首を生かして二塁に送球する」超ロングのバックトス・グラブトスを持ち味としており、この技術は「芸術品」「誰にも真似できない」と評された。このほか「どうやったら（走者を）アウトにできるか？」という発想からカバーリングにも一切手を抜かず、送球が逸れても相手がダイレクトで捕球できる位置を狙うなど、データ・観察力・自身の勘をも取り入れた大胆なポジショニングにも定評があり、妥協点のないプレーを支えるものとしてプレー・用具・普段の生活まですべてにおいてプロ野球選手として厳格であり続けた。1963年オフ、フロリダ野球留学でメジャーリーグベースボール（MLB）で使用されていた二塁手専用グラブの存在を知り、日本人選手として初めて導入した。
4年目の1963年には1番・二塁手の定位置に定着して2番・中利夫とのコンビで相手投手・守備陣を翻弄し、50盗塁を記録して初の盗塁王を獲得したほか、翌1964年には1試合5盗塁を含め42盗塁を記録し、1965年には初の打率3割達成とともに44盗塁で2度目の盗塁王を獲得した。そして1974年には前年までにV9を達成し前代未聞の10連覇を目指していた読売ジャイアンツ（巨人）を倒して球団史上2度目・20年ぶりのリーグ優勝に貢献し、同年の日本シリーズではロッテオリオンズに敗退したが敢闘賞を受賞した。
選手兼任コーチに就任した1978年には中日球団の生え抜き選手として初の通算2000本安打を達成し、翌1979年にも打率3割をマークしたが、1980年には1歳年上の巨人・王貞治の引退表明を受け「（王さんが引退しても自分が現役を続行したら）自分がリーグ最年長になってしまう」という理由から自身も現役を引退した。現役引退までに二塁手としてベストナインに7回選ばれたが、これは二塁手として史上最多記録であった。
現役引退後はコーチ・野球解説者を経て1992年には星野仙一の後任として監督に就任した。1994年には同率首位で並んでいた巨人とリーグ優勝を賭けてリーグ最終戦で直接対戦したが敗れてリーグ優勝はならず（10.8決戦）、翌1995年には成績不振のためシーズン途中で解任された。
2006年には野球殿堂入りを果たし、2012年に落合博満の後任として70歳の高齢ながら監督に復帰したが、2年目の2013年限りで退任。2020年1月17日に死去した（78歳没）。
高木が2度にわたって厳しい状況で監督業を引き受けた理由は『中日ドラゴンズHERO列伝』（ベースボール・マガジン社）にて「21年間の現役生活を過ごしたドラゴンズを愛するが故にだろう」と述べられている。現役時代を知らない世代からは「星野仙一の人気を合間を埋める地味な監督」「『サンデードラゴンズ』（CBCテレビ）の「高木チェック」で滅多に『ファインプレー』の評価をせず、『普通』の札しか上げない頑固親父」「短気なジョイナスおじいちゃん」とあまり高い評価をされていないが、『中日ドラゴンズ伝説2009』（オークラ出版）では「指揮官としての手腕は4回のリーグ優勝を達成した落合も参考にしている。監督人事の際には必ず候補に挙がるだけに関係者からの評価は高いようだ」と評されている。

### 3代目・立浪和義

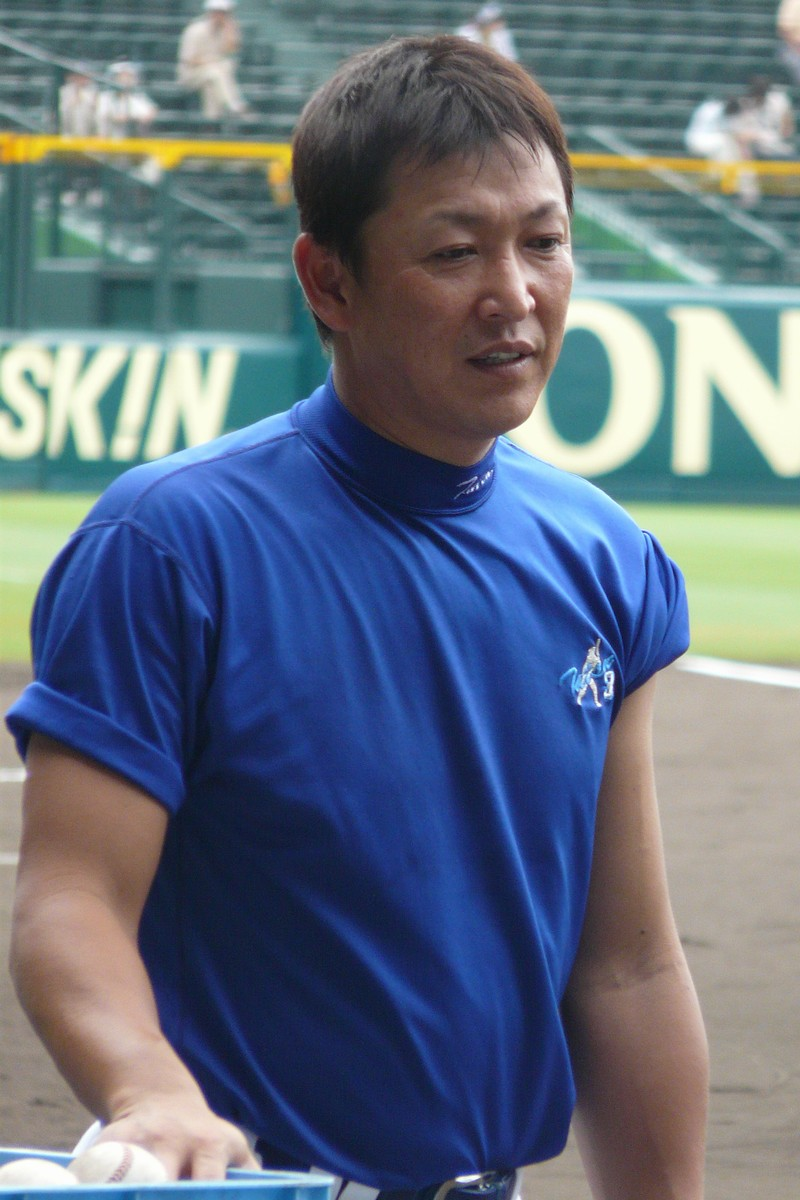
立浪和義（2009年）

西沢・高木に続き「3代目ミスタードラゴンズ」と呼ばれる立浪和義は、1987年に春・夏の甲子園で連覇を達成したPL学園高校を主将として率いた。同年オフのドラフト会議で南海ホークスとの1位競合指名の末に星野仙一監督率いる中日が交渉権を獲得し、中日へ入団した。
立浪は翌1988年から2009年に現役を引退するまで中日一筋で22年間プレーし、1年目の1988年シーズンには高卒新人ながら開幕戦に遊撃手としてスタメン出場すると最優秀新人賞（新人王）・ゴールデングラブ賞（遊撃手部門）を獲得する活躍で中日球団史上4度目のリーグ優勝に貢献した。同年は勝負強い打撃・華麗な守備で新風を起こし、甘いマスクも相まって「竜のプリンス」と呼ばれた。
翌1989年は「2年目のジンクス」にぶつかる形で右肩故障により低迷するが、3年目となる1990年には規定打席に到達して打率.303を記録し、その後もチームの主力選手として「強竜打線」を牽引して安打を量産した。その後も勝負強い打撃で勝利に貢献し、中日の主力選手として活躍し続けた立浪は2002年、強打者不在の打線で4番打者を務め16本塁打・92打点（ともに自己最多）を記録したほか、翌2003年7月5日には東京ドームで行われた巨人戦にて通算2000本安打を達成した。2005年には通算450二塁打を達成して福本豊の記録（通算449二塁打）を塗り替える日本プロ野球史上最多二塁打記録を達成した。
その間に中日の本拠地はナゴヤ球場からナゴヤドームへ移転し（1997年より）、立浪自身も遊撃手→二塁手→三塁手と幾度にわたって守備位置を変更しつつも1995年 - 1997年まで3年連続で二塁手部門・2003年には三塁手部門で通算5回のゴールデングラブ賞を獲得したほか、1996年には二塁手・2004年には三塁手としてそれぞれベストナインを獲得した。2006年シーズン中盤以降は森野将彦の台頭によりスタメンを外れ代打要員となったが、プロとして与えられた立場でチームに貢献し、2007年には落合博満監督の下で悲願の球団史上53年ぶりの日本一（西沢が現役だった1954年以来・2度目）に貢献した。
現役引退まで打撃三部門のタイトル（首位打者・本塁打王・打点王）や盗塁王の獲得はゼロに終わり（無冠の帝王）、ずば抜けた成績を残したシーズンこそなかったものの、2009年の現役引退までに通算2586試合出場・2480安打・1037打点（いずれも球団記録）の成績を残し、星野監督時代の1988年・1999年および落合監督時代の2004年・2006年と計4度のリーグ優勝に貢献した。また日本球界最多となる通算487二塁打を記録しており、プロ入り初安打・最終安打ともに二塁打であったため、本人は「二塁打に縁があるかもしれない」と述べている。
立浪の現役時代に巨人の監督を務め「ミスタージャイアンツ」とうたわれた長嶋茂雄は立浪が通算安打数で自身の記録（2471安打）に並んだ際、「彼のプレーは『ミスター・ドラゴンズ』に相応しい」とコメントしている。またファンからの人気は晩年、ナゴヤドームで「代打・立浪」がコールされる度に大歓声が上がるほどで、大山くまおは立浪の人物像を「その風格と貫禄、名古屋での絶大な人気は他の追随を許さない」と評しているほか、ファンの間では現役時代末期から引退後に至るまで立浪に対し根強い監督就任待望論があったが、球団から2021年オフに監督就任を要請され、これを受諾した。
2019年にはプレーヤー部門で野球殿堂入りを果たしている。
中日球団の応援歌として親しまれている「燃えよドラゴンズ!」のうち、2007年の日本一を記念して制作された「燃えよドラゴンズ! 2007優勝記念盤」では（通常は1選手につき歌詞1行まで）歌詞2行分を費やして立浪に言及する「特別扱い」がなされている。

## その他の使用例
上記の3人が「ミスタードラゴンズ」として言及される場合が多いが、それ以外にも以下のような人物を「ミスタードラゴンズ」やそれに準ずる存在として挙げる声もある。
- 木俣達彦 - 現役時代は高木とともにプレーして1974年・1982年と2度のリーグ優勝に貢献した。ドラゴンズ一筋で実働19年・捕手としては2005年時点でセ・リーグ史上最多の1998試合に出場した実績を誇る名捕手で、「打てない捕手など意味はない」を持論として「マサカリ打法」と呼ばれた独特の打法で通算285本塁打を記録し「強竜打線」の一員を担った[45][46]。2005年に中日球団創設70周年を記念して発売された『昇竜の軌跡』（ベースボール・マガジン社）では「中日は『ミスター・ドラゴンズ』という呼び方はなかなか聞かないが、木俣はミスター・ドラゴンズの資格十分である」と紹介されている[45][46]。
- 星野仙一 - 現役時代は高木・木俣と同時期にプレーし、エースとして活躍し「巨人キラー」として名を馳せるとともに1974年・1982年と2度のリーグ優勝に貢献した。現役引退後も1987年 - 1991年および1996年 - 2001年と2期にわたって監督を務め、立浪を育成するなど生え抜き監督として唯一となる複数回のリーグ優勝（1988年・1999年）を達成した[注 10]。
  - 2001年オフにドラゴンズ監督を辞任後、野村克也（同年オフに妻・沙知代の不祥事を受けて阪神タイガースの監督を辞任）の後任として阪神監督に就任したが、それまでドラゴンズ一筋だったためそれ以前から『読売新聞』（読売新聞社）・『朝日新聞』（朝日新聞社）などで「ミスター・ドラゴンズ」として言及された例が複数存在する[注 11][48][49][50][51][52][53][54]。
  - また現役時代・監督時代ともに球団・ファンに対し強い印象・影響を残しており、ファンの間では「ミスタードラゴンズ」の1人やそれに近い存在とみなされる場合がある[44][55]。
- 山本昌（山本昌広） - ドラゴンズ一筋で球団最多勝利記録となる通算219勝を挙げ、日本プロ野球史上最長となる32年間にわたり現役生活を続けたフランチャイズ・プレーヤー。立浪の入団初年度 - 現役引退まで一貫してチームメイトで、長らく先発ローテーションに定着して1988年・1999年・2004年・2006年・2010年と計5回のリーグ優勝に貢献した[注 12]。ファンからは星野と同様に「ミスタードラゴンズ」として名前が挙がる場合がある[44]。
- 福留孝介 - 2021年にドラゴンズに復帰し、最終所属チームとしてプレーした。立浪と同じくPL学園高校出身で[注 13]、日本生命硬式野球部を経て1998年のドラフト会議で1位指名を受けてドラゴンズへ入団すると1999年 - 2007年まで9シーズンにわたり在籍し、2002年・2006年に首位打者を獲得したほか、1999年・2004年・2006年のリーグ優勝に貢献。特に2006年には打率.351・31本塁打・104打点を記録してリーグMVPを獲得するなど強打者として活躍した[注 14]。『毎日新聞』（毎日新聞社）では2005年・2006年の記事で「ミスタードラゴンズ」と言及されている[注 15][2][57]。
- 杉下茂 - ドラゴンズで通算211勝を挙げ、西沢とともにプレーした1954年にはエースとして球団史上初のリーグ優勝・日本一に貢献した。『中日ドラゴンズ伝説2009』では杉下について「（『ミスター』以上の）神様とみなすべき存在」と言及されている[32]。

また1989年時点では、その年の中日で最も活躍した選手に贈呈されるドラゴンズクラウン賞の最優秀選手賞受賞者を「いわばミスター・ドラゴンズ」と呼称する事例があった。2010年代以降では、高橋周平・京田陽太・根尾昂・石川昂弥・郡司裕也など期待の若手選手に対し『中日新聞』や『中日スポーツ』・ファンなどが「『ミスタードラゴンズ』になってほしい」と期待を込めたり、当人が「ミスタードラゴンズになりたい」と目標を掲げる形で使用される場合もある。
このほか次原隆二が週刊少年ジャンプ（集英社、1991年27号 - 38号）に連載していた野球漫画『ドン・ボルカン－聖なる男の伝説－』では「日本球界のスーパースター」とうたわれる中日ドラゴンズ所属の架空選手・島村貢（背番号10。現実では服部受弘の永久欠番）が作中で「ミスタードラゴンズ」と呼ばれている。